# روچپورت (میزوری)
روچپورت، میزوری (به انگلیسی: Rocheport, Missouri) یک شهر در ایالات متحده آمریکا است که در شهرستان بونی، میزوری واقع شده‌است.

## خصوصیات
روچپورت ۰٫۷۰ کیلومترمربع مساحت و ۲۳۹ نفر جمعیت دارد و ۱۸۷ متر بالاتر از سطح دریا واقع شده‌است.